# أولاد سالم قبلي
قرية أولاد سالم قبلي هي إحدى القرى التابعة لمركز دار السلام بمحافظة سوهاج في جمهورية مصر العربية. حسب إحصاءات سنة 2006، بلغ إجمالي السكان في أولاد سالم قبلي 10268 نسمة، منهم 5006 رجل و5262 امرأة.